# Ancyloscelis romani
Ancyloscelis romani är en biart som först beskrevs av Johann Dietrich Alfken 1930.  Ancyloscelis romani ingår i släktet Ancyloscelis och familjen långtungebin. Inga underarter finns listade i Catalogue of Life.